# Pământ: Conflict final
Pămînt: Confict final (sub numele original în engleză Earth: Final Conflict) este un serial SF american creat pentru televiziune de către Gene Roddenberry, pus în producție după moartea autorului scenariului. A fost difuzat timp de 5 sezoane între 6 octombrie 1997 și 20 mai 2002.
Titlul original a fost Cîmp de luptă: Pămîntul (Battleground: Earth), dar producătorii l-au schimbat fiindcă era prea similar nuvelei lui L. Ron Hubbard, Battlefield Earth. Majel Barrett, soția lui Roddenberry, a fost producător executiv, care apare și prin primele episoade în rolul Dr. Julianne Belman. Deoarece era în posesia notițelor lui Roddenberry, Majel a păstrat povestea și ideile seriei, care s-au dovedit bazele întregului scenariu. Din aceeași categorie de serii realizate post-mortem celebrului producător mai face parte Andromeda.
În România a fost prezentat pe postul de televiziune AXN Sci-Fi.